# Saint-Louis-Klasse (1693)
Die Saint-Louis-Klasse war eine Klasse von zwei 64-Kanonen-Linienschiffen der französischen Marine, die von 1693 bis 1707 in Dienst stand.

## Allgemeines
Die Klasse wurde von dem Schiffbauingenieur Joseph Andraul entworfen und unter der Bauaufsicht von Philippe Cochois (Saint Louis) und Pierre Chaillé (Éole) zwischen Juni 1692 und Mai 1693 in Le Havre gebaut. Beide Schiffe gehörten, zur Zeit ihrer Indienststellung, in der Rangeinteilung der Schiffe der französischen Marine zum 2. Rang. Im Jahr 1698 wurden beide Schiffe in den 3. Rang herabgestuft, kehrten aber in der Zeit von 1702 bis 1703 in ihren alten Rang zurück, bevor sie 1706 endgültig in den 3. Rang eingestuft wurden.

## Einheiten
| Name        | Bauwerft          | Kiellegung | Stapellauf        | Indienststellung | Verbleib                                                                                 |
| ----------- | ----------------- | ---------- | ----------------- | ---------------- | ---------------------------------------------------------------------------------------- |
| Saint Louis | Werft in Le Havre | Juni 1692  | 10. Dezember 1692 | Februar 1693     | Im Juni 1707 in Toulon selbstversenkt (Belagerung von Toulon), 1712 gehoben und verkauft |
| Éole        | Werft in Le Havre | Juli 1692  | 23. Februar 1693  | Mai 1693         | Im Juni 1707 in Toulon selbstversenkt (Belagerung von Toulon), Wrack 1710 verkauft       |

## Technische Beschreibung
Die Klasse war als Batterieschiff mit zwei durchgehenden Geschützdecks konzipiert und hatte eine Länge von 44,18 Metern (Geschützdeck) bzw. 38,17 Metern (Kiel), eine Breite von 12,18 Metern und einen Tiefgang von 5,52 Metern bei einer Verdrängung von 1000 Tonnen. Sie waren Rahsegler mit drei Masten (Fockmast, Großmast und Kreuzmast). Der Rumpf schloss im Heckbereich mit einem Heckspiegel, in den Galerien integriert waren, die in die seitlich angebrachten Seitengalerien mündeten.
Die Besatzung hatte im Frieden eine Stärke von 309 Mann und im Kriegsfall 389 Mann (7 bzw. 9 Offiziere und 300 bzw. 380 Unteroffiziere bzw. Mannschaften). Die Bewaffnung der Klasse bestand aus 64, später 58 Kanonen.
|                    | Unteres Batteriedeck | Oberes Batteriedeck | Backdeck       | Achterdeck     | Kanonen (Geschossgewicht) |
| ------------------ | -------------------- | ------------------- | -------------- | -------------- | ------------------------- |
| Design             | 24 × 24-Pfünder      | 26 × 12-Pfünder     | 6 × 6-Pfünder  | 8 × 6-Pfünder  | 64 Kanonen (237,897 kg)   |
| 1705 (Saint Louis) | 24 × 24-Pfünder      | 26 × 12-Pfünder     | 8 × 6-Pfünder  | 8 × 6-Pfünder  | 58 Kanonen (229,086 kg)   |
| 1705 (Éole)        | 24 × 24-Pfünder      | 24 × 12-Pfünder     | 10 × 6-Pfünder | 10 × 6-Pfünder | 58 Kanonen (229,149 kg)   |